# Lightning in a Bottle (Dokumentarfilm)
Lightning in a Bottle ist ein Dokumentarfilm von Antoine Fuqua aus dem Jahr 2004, der Aufnahmen aus dem gleichnamigen Konzert Lightning in a Bottle zeigt, das Steven Tyler und Joe Perry am 7. Februar 2003 zu Ehren von B. B. King in der Radio City Music Hall in New York veranstalteten. Die Dokumentation gibt außerdem zusätzliche Hintergrundinformationen zu den verschiedenen Blues-Legenden, die teilweise bei diesem Konzert aufgetreten waren und führt somit thematisch die 2003 von Martin Scorsese produzierte Reihe von TV-Dokumentarfilmen mit dem Namen The Blues über Legenden dieser Musikform fort, wurde jedoch bei internationalen Filmfestivals als eigenständiger Film gezeigt und ist auch separat im Handel zu erwerben. Zudem versucht der Film in 103 Minuten durch den Konzertmitschnitt und die zusätzlichen Informationen die komplette Bandbreite der Blues-Musiker abzudecken und nicht nur einzelne Zeitabschnitte und Sparten. Seine Weltpremiere hatte der Film am 12. Februar 2004 bei den Internationalen Filmfestspielen in Berlin und wurde in Deutschland am 5. August 2004 veröffentlicht.

## Inhalt
Fuqua verbindet in seiner Dokumentation Ausschnitte des Konzerts mit Auszügen aus dem Leben der Musiker, Backstageinterviews und älteren Filmausschnitten mit, von und über Legenden wie Leadbelly, Muddy Waters und John Lee Hooker. Zu den 30 Künstlern des Konzerts selbst gehören unter anderem Bonnie Raitt, Robert Cray, Solomon Burke, B. B. King und Natalie Cole.

## Hintergrund
Der Film versucht sich durch die Darstellung einer bunten Mischung von Liedern, die in grober Sprache geschrieben wurden und sich durch ihre robusten Texte kennzeichnen, an einer informativen Studie über den Blues.
Der Titel des Films und des Konzerts, Lightning in a Bottle, beschreibt neben einer fast unmöglichen Aufgabe auch einen unerwarteten und flüchtigen medialen Erfolg.
Die Dokumentation erschien bei Sony Pictures Classic.

## Rezeption
Lightning in a Bottle wurde von 87 % der 63 Kritiker bei Rotten Tomatoes positiv bewertet. Der Film zollt dem Blues Tribut, indem er durch Backstage-Interviews und zusätzliches Filmmaterial eine Hommage an die Musiker versucht.

## Auszeichnungen
Antoine Fuqua wurde 2005 für Lightning in a Bottle beim Black Reel Award als Bester Regisseur nominiert. Bei der gleichen Preisverleihung konnten Margaret Bodde, Alex Gibney und Jack Gulick als Produzenten selbigen gewinnen (Bester Film, Musical oder Comedy). Ebenfalls 2005 wurde der Film als beste Dokumentation bei den Satellite Awards für den Golden Satellite Award nominiert.